# Schizosaccharomyces malidevorans
Schizosaccharomyces malidevorans är en svampart som beskrevs av Rankine & Forn. 1964. Schizosaccharomyces malidevorans ingår i släktet Schizosaccharomyces och familjen Schizosaccharomycetaceae.   Inga underarter finns listade i Catalogue of Life.